# Lake Thetis
Lake Thetis is een zoutmeer aan de Indische Oceaan gelegen in het Nationaal park Nambung in West-Australië. De dichtstbijzijnde stad is Cervantes.
Het meer is een van de weinige plaatsen ter wereld met levende mariene stromatolieten. De stromatolieten van Lake Thetis vertonen ongebruikelijke zuilvormige vertakkingen. In de bentische zone vindt men algenmatten, kleine vissen, vlokreeftjes en enkele soorten schaaldieren die zijn aangepast aan het leven in zeer zoute omgevingen.
In maart 2008 werden een nieuwe toegangsweg en parkeerplaats aangelegd, evenals loopbruggen aan de oever van het meer. Er is ook een wandelpad van 1,5 km rond het meer.

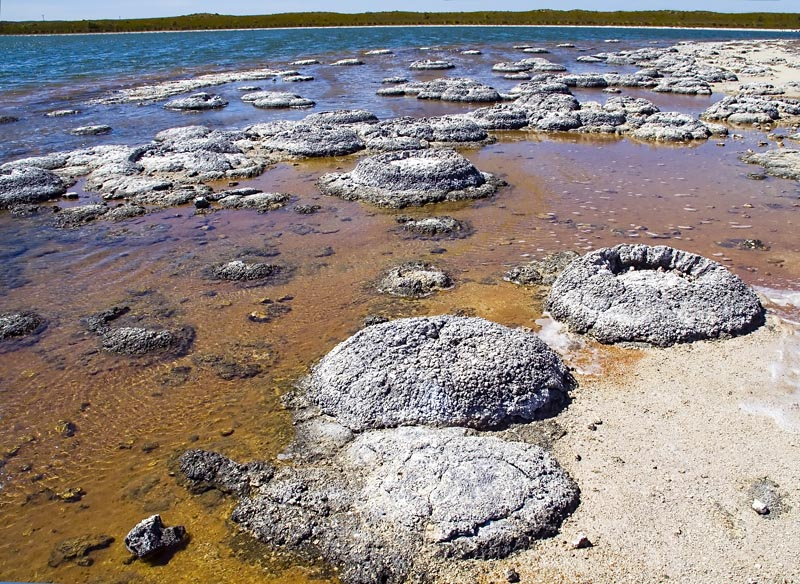
stromatolieten